# Championnat d'Italie de football de deuxième division 1940-1941
Navigation
Édition précédente Édition suivante
La saison 1940-1941 de Serie B est la 12e édition du championnat d'Italie de football de deuxième division. 
Le championnat se dispute avec une poule unique de 18 équipes. Les deux premiers sont promus en Serie A, les quatre derniers sont relégués en Serie C.
Avant la saison, Palerme est exclu pour raisons financières et remplacé par Spezia Calcio.
À l'issue de la saison, l'AC Liguria termine à la première place et monte en Serie A. Le vice-champion, Modène, est promu en Serie A 1941-1942 (1re division), les deux promus rejoignent la première division un an après leur relégation.

## Classement
| Rang | Équipe             | Pts | J  | G  | N  | P  | Bp | Bc | Diff |
| ---- | ------------------ | --- | -- | -- | -- | -- | -- | -- | ---- |
| 1    | AC Liguria R       | 49  | 34 | 22 | 5  | 7  | 71 | 32 | +39  |
| 2    | Modène R           | 48  | 34 | 21 | 6  | 7  | 74 | 33 | +41  |
| 3    | Brescia Calcio     | 46  | 34 | 20 | 6  | 8  | 67 | 32 | +35  |
| 4    | AC Savone P        | 44  | 34 | 17 | 10 | 7  | 48 | 23 | +25  |
| 5    | Calcio Padoue      | 39  | 34 | 15 | 9  | 10 | 64 | 47 | +17  |
| 6    | Vicenza Calcio P   | 38  | 34 | 15 | 8  | 11 | 66 | 58 | +8   |
| 7    | Alexandrie         | 35  | 34 | 12 | 11 | 11 | 58 | 54 | +4   |
| 8    | Sienne             | 34  | 34 | 13 | 8  | 13 | 42 | 41 | +1   |
| 9    | AC Reggiana P      | 33  | 34 | 12 | 9  | 13 | 51 | 43 | +8   |
| 10   | Lucchese           | 33  | 34 | 12 | 9  | 13 | 42 | 47 | -5   |
| 11   | Udinese Calcio     | 31  | 34 | 9  | 13 | 12 | 45 | 50 | -5   |
| 12   | Spezia Calcio P    | 30  | 34 | 10 | 10 | 14 | 45 | 51 | -6   |
| 13   | Fanfulla           | 30  | 34 | 11 | 8  | 15 | 48 | 61 | -13  |
| 14   | Pise               | 30  | 34 | 10 | 10 | 14 | 41 | 60 | -19  |
| 15   | Hellas Vérone      | 26  | 34 | 11 | 4  | 19 | 47 | 76 | -29  |
| 16   | Anconitana-Bianchi | 25  | 34 | 9  | 7  | 18 | 44 | 74 | -30  |
| 17   | AC Macerata P      | 21  | 34 | 9  | 3  | 22 | 35 | 78 | -43  |
| 18   | Pro Verceil        | 20  | 34 | 6  | 8  | 20 | 42 | 70 | -28  |

|  | Promu en Serie A                                       |
|  | Relégation en Prima Divisione 1941-1942 (1re division) |

Note:
Victoire à 2 points
 En cas d'égalité de points, les équipes sont départagées par un coefficient buts marqués/buts encaissés.